# Webster Avenue
Webster Avenue est l'une des plus longues artères de l'arrondissement du Bronx, à New York. 

## Situation et accès
D'une longueur de 9,3 kilomètres, elle s'étend de Melrose (en) à Woodlawn (en), le long de la frontière entre le Bronx et le comté de Westchester. L'avenue débute à une intersection avec Melrose Avenue, la 165e rue est, Brook Avenue et Park Avenue dans le quartier de Melrose, et se termine à une intersection avec Nereid Avenue (la 238e rue est) et la 240e rue dans le quartier de Woodlawn.
Webster Avenue reste très large sur la quasi-totalité de sa longueur car elle a longtemps dû partager sa voie de circulation avec la IRT Third Avenue Line, une ligne aérienne du métro de New York. L'avenue débute à une grande intersection avec Melrose Avenue, la 165e rue est, Brook Avenue et Park Avenue dans le quartier de Melrose. Elle continue ensuite en direction du nord, en longeant la ligne du Metro-North ainsi que Brook Avenue. Au kilomètre 0,32, Webster Avenue croise la 167e rue est. À partir de cette intersection, la 167e rue est passe en sens unique et continue en direction de l'ouest. À hauteur de Claremont Parkway, la dernière section de Brook Avenue (parallèle à Webster Avenue) s'achève, tandis que Webster Avenue se poursuit en direction du nord. Au kilomètre 1,9, Webster Avenue croise la Cross Bronx Expressway par l'intermédiaire d'un échangeur. La Tremont Avenue est (ou la 177e rue est) croise Webster Avenue légèrement plus au nord, dans la partie est du quartier de Tremont (en). La quasi-totalité de la portion sud de Webster Avenue est confondue avec la U. S. Route 1 (en).
Webster Avenue se poursuit et entre dans la partie est de Fordham (en). Elle atteint une large intersection où elle croise Decatur Avenue, East Fordham Road et la Troisième Avenue toute proche. Après l'intersection, Decatur Avenue longe Webster en direction du nord. À Bedford Park, Bedford Park Boulevard (ou 200e rue est) croise Webster Avenue alors que celle-ci se dirige vers Woodlawn. Peu après, la Mosholu Parkway enjambe Wester Avenue. À son entrée dans Woodlawn, Webster Avenue croise Gun Hill Road (en). Longeant ensuite la Bronx River Parkway (en), elle croise la 233e rue est. Webster Avenue s'achève à une intersection avec Nereid Avenue (ou 238e rue est) et la 240e rue est dans le nord de Woodlawn. Webster se poursuit alors sous le nom de Bronx River Road, tandis que Nereid Avenue prend le nom de McLean Avenue.

### Transports
Webster Avenue comporte deux stations de la Harlem Line du Metro-North Railroad : celle de Williams Bridge (en) à l'intersection avec Gun Hill Road est ainsi que celle de Woodlawn (en) à l'intersection avec la 233e rue est. Les stations de Fordham (en) et de Botanical Garden (en) sont respectivement situées sur Fordham Road et Bedfork Park Boulevard, à proximité immédiate de Webster Avenue.
L'avenue est également desservie par les lignes Bx41 et Bx41 SBS (en) des bus gérés par la MTA Regional Bus Operations.
Webster Avenue ne compte aucune station de métro, contrairement aux artères qui lui sont parallèles, à savoir Jerome Avenue, Grand Concourse et White Plains Road, qui sont respectivement desservies par la IRT Jerome Avenue Line, la IND Concourse Line et la IRT White Plains Road Line. Cependant, Webster Avenue était desservie au nord de Fordham Road par la IRT Third Avenue Line, alors empruntée par la ligne 8 (en) du métro de New York.

### Principales intersections
L'intégralité de Webster Avenue se trouve dans l'arrondissement du Bronx.
| Quartier      | Kilomètre | Intersection avec                                       | Notes                              |
| ------------- | --------- | ------------------------------------------------------- | ---------------------------------- |
| Melrose (en)  | 0,0       | Melrose Avenue, 165e rue est, Brook Avenue, Park Avenue | Extrémité sud                      |
| Tremont (en)  | 1,9       | Cross Bronx Expressway (I-95)                           | Sortie 2B (Cross Bronx Expressway) |
| Woodlawn (en) | 9,3       | Nereid Avenue (238e rue est), 240e rue est              | Extrémité nord de Webster Avenue   |

## Origine du nom
Elle porte le nom de Noah Webster (1758-1843), célèbre lexicographe américain.

## Historique
Le 29 mars 1936, un tramway circulant sur Webster Avenue entre en collision avec une automobile à l'intersection avec la 209e rue. L'accident blesse 20 personnes ; 12 d'entre elles sont transférées à l'hôpital de Fordham (en).